# Lionel Chetwynd
Lionel Chetwynd (Londra, 29 gennaio 1940) è uno sceneggiatore, regista e produttore cinematografico inglese naturalizzato statunitense.

## Filmografia

### Sceneggiatore e regista
- Morning Comes (1975)
- Two Solitudes (1978)
- The Hanoi Hilton (1987)
- Il saluto del serpente (So Proudly We Hail) – film TV (1990)
- La guerra di Varian (Varian's War) – film TV (2001)
- Darkness at High Noon: The Carl Foreman Documents – film TV documentario (2002)

### Sceneggiatore
- Soldi ad ogni costo (The Apprenticeship of Duddy Kravitz), regia di Ted Kotcheff (1970)
- Love of Life – serie TV (1974)
- Beacon Hill – serie TV (1974)
- The Adams Chronicles – miniserie TV (1975)
- Goldenrod, regia di Harvey Hart (1976)
- Johnny, We Hardly Knew Ye – film TV, regia di Gilbert Cates (1977)
- It Happened One Christmas – film TV, regia di Donald Wrye (1977)
- Quintet, regia di Robert Altman (1979)
- A Whale for the Killing – film TV, regia di Richard T. Heffron (1981)
- Miracle on Ice – film TV, regia di Steven Hilliard Stern (1981)
- Escape from Iran: The Canadian Caper – film TV, regia di Lamont Johnson (1981)
- Sadat – film TV, regia di Richard Michaels (1983)
- Children in the Crossfire – film TV, regia di George Schaefer (1984)
- To Heal a Nation – film TV, regia di Michael Pressman (1988)
- The Heroes of Desert Storm – film TV, regia di Don Ohlmeyer (1991)
- The Education Wars – film TV documentario (1992)
- Fear in America – film TV documentario (1992)
- Big gun (Doomsday Gun) – film TV, regia di Robert Young (1994)
- Giacobbe (Jacob), regia di Peter Hall – film TV (1994)
- Volo 174: caduta libera (Falling from the Sky: Flight 174) – film TV, regia di Jorge Montesi (1995)
- Giuseppe (Joseph) – film TV, regia di Roger Young (1995)
- Kissinger and Nixon – film TV, regia di Daniel Petrie (1995)
- Moses – film TV, regia di Roger Young (1995)
- The Siege at Ruby Ridge – film TV, regia di Roger Young (1996)
- L'uomo che catturò Eichmann (The Man Who Captured Eichmann) – film TV, regia di William A. Graham (1996)
- Color of Justice – film TV, regia di Jeremy Kagan (1997)
- National Desk – serie TV (1997)
- Human Bomb – film TV, regia di Anthony Page (1998)
- NetForce – film TV, regia di Robert Lieberman (1999)
- P.T. Barnum – film TV, regia di Simon Wincer (1999)
- DC 9/11: Time of Crisis – film TV, regia di Brian Trenchard-Smith (2003)
- American Valor – film TV documentario, regia di Norman S. Powell (2003)
- L'alba del D-Day (Ike: Countdown to D-Day) – film TV, regia di Robert Harmon (2004)
- Celsius 41.11: The Temperature at Which the Brain... Begins to Die – film TV documentario, regia di Kevin Knoblock (2004)
- We Fight to Be Free – cortometraggio, regia di Kees Van Oostrum (2006)
- The Resurrection (2008)